# Тирлян
Тирля́н (баш. Тирлән) — река в России, протекает по Белорецкому району Башкортостана. Устье реки находится в 1363 км по правому берегу реки Белой. Длина реки составляет 46 км, площадь водосборного бассейна — 529 км².

## География и гидрология

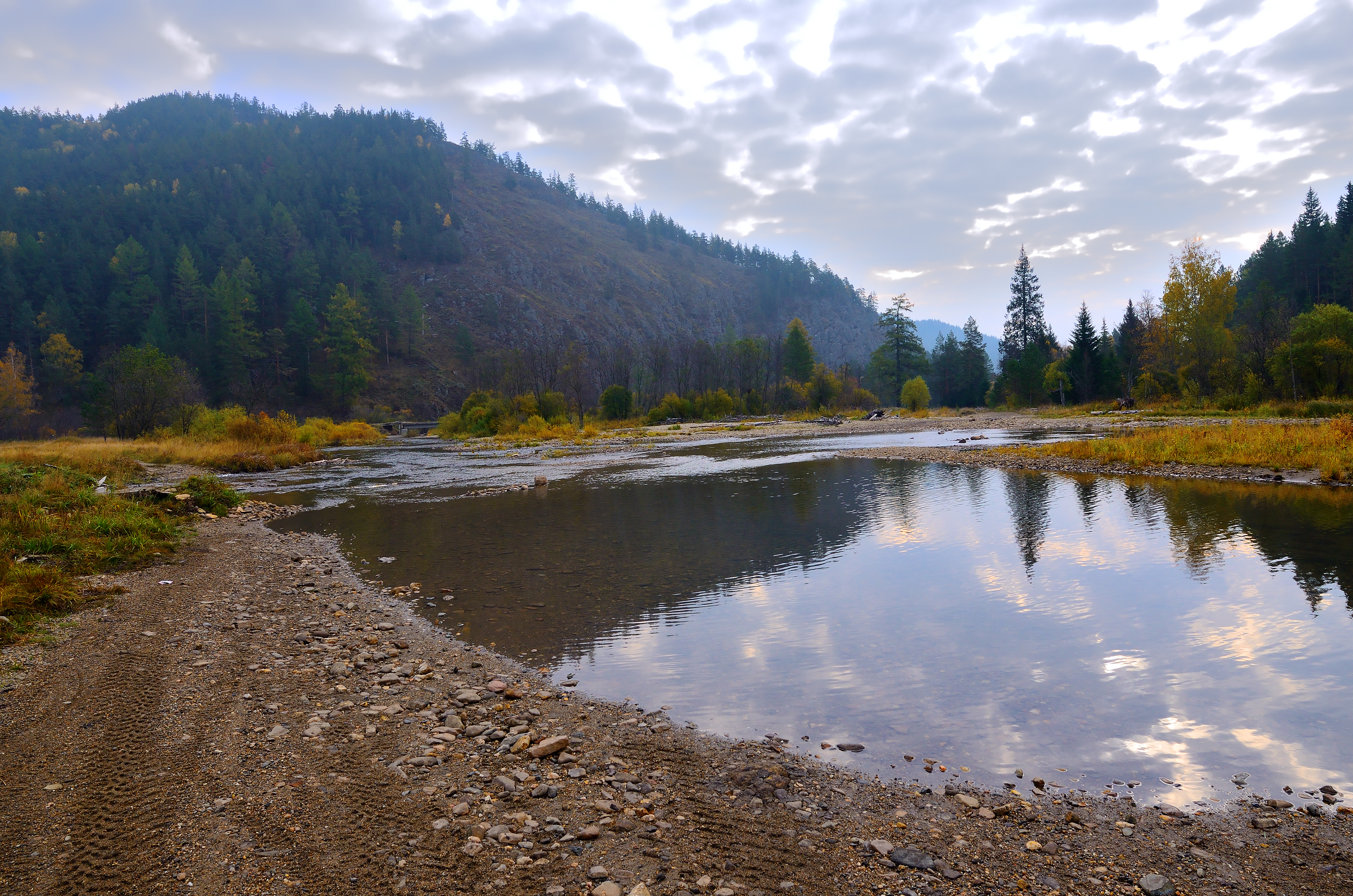
Брод через Тирлян

В районе устья на реке расположен единственный населённый пункт, посёлок Тирлянский. В 3 км от устья, в районе водохранилища в реку впадает левобережный приток Арша. В 20 км от устья, по левому берегу впадает другой крупный приток Миселя. Другие притоки — Каменный Ключ, Большой Ключ, Чёрный КЛюч, Безымянка.

## Тирлянское водохранилище
На реке расположено Тирлянское водохранилище.
Несмотря на скромные водосборные площади реки, водохранилище известно своим прорывом 7 августа 1994 года, приведшем к разрушительным последствиям.

## Данные водного реестра
По данным государственного водного реестра России относится к Камскому бассейновому округу, водохозяйственный участок реки — Белая от истока до водомерного поста Арский Камень, речной подбассейн реки — Белая. Речной бассейн реки — Кама.
Код объекта в государственном водном реестре — 10010200112111100016847.

## Топографические карты
- Лист карты N-40-70 Тирлянский. Масштаб: 1 : 100 000. Издание 1979 г.
- Лист карты N-40-69 Шушпа. Масштаб: 1 : 100 000. Издание 1979 г.